# Javier Vega de Seoane Azpilicueta
Javier Vega de Seoane Azpilicueta (San Sebastián, 13 de septiembre de 1947) es un empresario español, presidente del Círculo de Empresarios de 2015 a 2018. Según él mismo, es asturiano nacido en San Sebastián y de ascendencia navarra.

## Biografía
Obtuvo el título de ingeniero de minas en la Escuela Técnica Superior de Ingenieros de Minas de Madrid, también es diplomado en Business Management por la Glasgow Business School.
De 1972 a 1975 trabajó como ingeniero en Fundiciones del Estanda. De 1975 a 1977 fue director administrativo y financiero de Leyland Ibérica, y de 1977 a 1985 trabajó en SKF España como director de marketing, después director general y finalmente presidente ejecutivo. De 1984 a 1987 fue director general en el Instituto Nacional de Industria (INI), y en 1987 se incorporó como socio a Tasa AG, al tiempo que fundaba Gestlink con Federico Sotomayor. En octubre de 1988 fue nombrado presidente de Explosivos Río Tinto y Cros, después unificadas en Ercros, cargo que dejó en 1991 para volver a Gestlink.
Posteriormente ha formado parte de los consejos de administración de las empresas Robert Bosch, ThyssenKrupp, Red Eléctrica de España, SEAT, CAMPSA, SKF Española, IBM España, Schweppes, Agromán, Grupo Ferrovial, Solvay Ibérica, Gil y Carvajal, Victoria Meridional, EMTE y Polmetasa. 
Ha sido presidente de Fujitsu España, vicepresidente de Azkar y de DKV Seguros. También es vocal del Consejo Social de la Universidad Complutense de Madrid. El 12 de marzo de 2015 fue elegido presidente del Círculo de Empresarios. Ocupó el cargo hasta marzo de 2018, cuando fue sustituido por John de Zulueta Greenebaum.